# Notonaia aucklandica
Notonaia aucklandica är en mångfotingart som beskrevs av Johns 1970. Notonaia aucklandica ingår i släktet Notonaia och familjen Dalodesmidae. Inga underarter finns listade i Catalogue of Life.